# Zabiele (przystanek kolejowy w województwie podlaskim)
Zabiele – od 1.04.1973 zlikwidowany wąskotorowy kolejowy przystanek osobowy w Zabielu, w województwie podlaskim, w Polsce.